# Oscar (singel)
Oscar – singel polskiej piosenkarki Sanah oraz piosenkarza Vito Bambino z albumu studyjnego Uczta. Singel został wydany 11 kwietnia 2022. Wykonawcy są także autorami tekstu utworu.
Nagranie otrzymało w Polsce status złotej płyty w 2022 roku.
Singel zdobył ponad 4 miliony wyświetleń w serwisie YouTube (2023) oraz ponad 5 milionów odsłuchań w serwisie Spotify (2023).

## Nagrywanie
Utwór został wyprodukowany przez Jakuba Galińskiego. Za mix/mastering utworu odpowiadają Jacek Gawłowski oraz Jakub Galiński.

## Certyfikaty
| Kraj          | Certyfikat  |
| ------------- | ----------- |
| Polska (ZPAV) | złota płyta |